# Буддистская либерально-демократическая партия
Будди́стская либера́льно-демократи́ческая па́ртия (кхмер. គណបក្សប្រជាធិបតេយ្យសេរីនិយមព្រះពុទ្ធសាសនា) — камбоджийская политическая партия 1990-х годов. Создана Сон Санном и его сторонниками на основе Национального фронта освобождения кхмерского народа — прозападной национал-либеральной части оппозиционной коалиции 1980-х. Распалась в результате конфликта между приверженцами идеологии Сон Санна и сторонниками прагматичной линии Иенг Маули.

## Создание
В 1991 году были заключены Парижские соглашения о политическом урегулировании в Камбодже. Завершился двадцатилетний период гражданской войны, полпотовского геноцида и вьетнамской оккупации. Были достигнуты договорённости о восстановлении монархии, возвращении на трон короля Сианука, проведении свободных выборов.
Одним из следствий стал распад блока камбоджийской вооружённой оппозиции — Коалиционного правительства Демократической Кампучии (CGDK), которое в 1980-х противостояло режиму НРК и вьетнамской оккупации. Партия Сианука ФУНСИНПЕК, Партия Демократической Кампучии Красных кхмеров и прозападный Национальный фронт освобождения кхмерского народа (KPNLF) повели самостоятельную политику.
Буддистская либерально-демократическая партия (БЛДП) была создана 21 мая 1992 года на основе KPNLF. Председателем партии стал бывший премьер Камбоджи и CGDK, лидер KPNLF Сон Санн, вице-председателем — генеральный секретарь KPNLF Иенг Маули, генеральным секретарём — предприниматель и правозащитник Кем Сокха. Идеология партия основывалась на кхмерском национал-либерализме, буддистской традиции и прозападной ориентации, характерных для KPNLF.

## Выборы
На выборах в мае 1993 года БЛДП получила лишь 3,8 % голосов и 10 мандатов в Национальной ассамблее из 120. Скромный результат объяснялся тем, что в глазах избирателей идеология и программа БЛДП ассоциировались с Кхмерской Республикой 1970 - 1975 годов. Режим генерала Лон Нола был непопулярен прежде всего потому, что именно с него началась полоса кровавых потрясений. Кроме того, определённую роль сыграл раскол в KPNLF — командующий вооружёнными силами Фронта авторитетный генерал Сак Сутсакан разошёлся с Сон Санном и создал свою Либерально-демократическую партию.
Победу на выборах 1993 одержал ФУНСИНПЕК Сианука (45,5 % и 58 мандатов). Второе место заняла Народная партия Камбоджи Хун Сена, происходящая от провьетнамского режма 1980-х (38,2 % и 51 мандат). Правительство было сформировано на основе коалиции всех парламентских партий. Премьерство разделили Нородом Ранарит и Хун Сен. Иенг Маули получил пост министра информации. Сон Санн сначала председательствовал в Национальной ассамблее, потом стал министром без портфеля. (Партия Демократической Кампучии бойкотировала выборы, «Красные кхмеры» попытались возобновить вооружённую борьбу.)
В октябре 1993 БЛДП выступила соучредителем Азиатского Совета либералов и демократов.

## Раскол
После неудачного выступления на выборах в партии разгорелся внутренний конфликт. Сон Санн продолжал жёстко антикоммунистический и антивьетнамский курс, который проводил во главе KPNLF. Такая позиция означала рискованную для партии конфронтацию с Хун Сеном. Иенг Маули выступал за более прагматичную и компромиссную политику.
Раскол в полной мере оформился весной-осенью 1995 года. Драматичным символом стало самоубийство депутата Национальной ассамблеи от БЛДП Мис Чан Липа, трагически переживавшего конфликт между соратниками. Сон Санн и Иенг Маули исключили друг друга из БЛДП. Сон Санн и его сторонники не явились на съезд, созванный 9 июля 1995. В результате Иенг Маули был единогласно избран председателем партии. Конфликт продолжался, и осенью принял жёсткие формы — вплоть до террористической атаки на сторонников Сон Санна 30 сентября 1995, в результате которой десятки человек получили ранения. Впоследствии в организации этого нападения обвинялся начальник камбоджийской полиции и командир личной охраны Хун Сена Хок Лунди.
В 1997 году Сон Санн покинул Камбоджу. БЛДП прекратила существование.

## Продолжение
Сторонники Сон Санна во главе с его сыном Сон Саубертом объединились в партию имени своего лидера. Главными принципами Сон Сауберт назвал буддизм, либерализм, демократию и универсальность прав человека. На этих основаниях партия перешла в оппозицию правительству Хун Сена.
Иенг Маули учредил Буддистскую либеральную партию. На выборах 1998 года партия Сон Санна получила 0,89 % голосов, партия Иенг Маули — 0,64 %. Ни та, ни другая в парламент не прошли.
Сон Санн скончался в Париже в 2000 году. Иенг Маули продолжил политическую карьеру: занимал ряд правительственных постов, с 2008 года — старший министр и помощник главы правительства. Кем Сокха состоит в руководстве оппозиционной либеральной Партии национального спасения Камбоджи (ПНСК).
Политическую традицию БЛДП (и через неё — KPNLF) в определённой степени продолжили более влиятельные партии — Партия Сам Рейнси и ПНСК. Партия Сам Рейнси прошла в парламент в 2003 году.